# Азерска музика
Азерска музика (азер. Azərbaycan musiqisi) је свеокупна музичка делатност Азера од средњег века до данас.
Музика Азера у сеоским подручјима по правилу је хроматска, док метроритамске значајке, зависно о функцији конкретног музичког израза, варирају од слободних до стриктних. У градским срединама препознају се системи мелодијских и метроритамских модуса, а то их повезује с традицијама суседних блискоисточних култура. Умешност импровизовања темељ је за музички позив. Ашик је музичар који у себи здружује песника, композитора, певача и свирача, а изводи легендарне и епске песме (Дастан). Мугам је циклички облик с контрастним вокалним и инструменталним ставцима.
Традиционални инструментаријум обухвата мелодијске инструменте (кордофонска и аерофонска) и инструменте с ритамском функцијом (поглавично мембранофонска). Старошћу и угледом истиче се дуговрата трзалачка лаута саз, обично с 8 жица, којом ашуг прати своје певање. Друга дуговрата трзалачка лаута тар, с резонантном кутијом у облику бројке 8, мењала се током историје према угодби (раздобље октаве на 17 интервала надоместила је у 19. веку темперисана западна раздеоба на 12 интервала) и броја жица (негде до 14, данас највише 6). Значајно је и гудачки инструмент кеменче с 3 или 4 жице. Међу аерофонским инструментима истичу се цилиндрична обоа нежног звука (балабан или дудук) и реска конична обоа (зурна). Бубњеви су типа тамбурина (даф), цилиндрични двоопнени (нагара) или пар тимпана (гоша нагара).
Под утицајем Русије, поткрај 19. века блискоисточне темеље азерске музике потискује утицај европске уметничке музике. Узеир Хаџибејли и његови следбеници пропагирају од 1930-их синтезу тих двеју традиција и стварање националнога композиторског стила. Тако настају најпознатија Хаџибејлова опера Короглу, Концерт за тар и симфонијски оркестар Хаџи Канмамедов, затим балетна и симфонијска композиција Кара Карајева.